# Салютная улица (Киев)
Салютная улица (укр. Салютна вулиця) — улица в Шевченковском районе города Киева. Пролегает от улицы Академика Туполева до улицы Януша Корчака (Баумана), исторически сложившаяся местность (район) Нивки.
Примыкают улицы Даниила Щербаковского, Тешебаева, бульвар Павла Вирского (Саратовская улица), Владимира Жаботинского (Муромская), Салютный переулок.

## История
Новая улица № 872 возникла в середине 20 века. 
29 декабря 1953 года Новая улица № 872 на Нивках и Дегтярях в Октябрьском районе была переименована на Салютная улица, согласно Решению исполнительного комитета Киевского городского совета депутатов трудящихся № 2610 «Про наименование городских улиц» («Про найменування міських вулиць»). 
Улица начала застраивается в 1960-е годы и застройка представлена преимущественно 5-этажными хрущёвками.
На месте выставочного центра «КиевЭкспоПлаза» (дом № 2А), который занимал начало улицы до примыкания улицы Д. Щербаковского, в 2017-2018 году начал строиться квартал многоэтажной жилой застройки (ЖК «Файна Таун»), в 2018-2019 году были сданы в эксплуатацию первые 9-этажные дома. А сам выставочный центр был перенесён в село Березовка. 

## Застройка
Улица пролегает в восточном направлении параллельно Ружинской улице. 
Парная и непарная стороны улицы заняты многоэтажной жилой застройкой (5-9-этажные дома), учреждениями обслуживания; парная сторона между улицей Жаботинского и Салютным переулком — усадебной застройкой. Угол с улицей Академика Туполева занимает парк Радуга.    
Учреждения:
1. дом № 2А — ранее выставочный центр «КиевЭкспоПлаза»
2. дом № 2В — предприятие «Украфлора»
3. дом № 4 — военкомат Шевченковского района
4. дом № 11А — школа-интернат № 23 «Кадетский корпус»
5. дом № 19 — библиотека № 135
6. дом № 23 — детская поликлиника Шевченковского района № 5
7. дом № 23А — детсад № 434
8. дом № 35 — детско-юношеская футбольная школа «Динамо» имени Валерия Лобановского
9. дом № 40 — гимназия «Европейское образование»
10. дом № 42/46 — детсад «Европейское образование»